# 薄葉雞屎樹
薄葉雞屎樹（学名：Lasianthus microstachys）为茜草科雞屎樹屬下的一个种。

## 扩展阅读
- 維基物種上的相關：薄葉雞屎樹